# 腫泡泡的感情路
〈腫泡泡的感情路〉（英語：Bad Timing）是《探險活寶》第五季的第49集。在卡通頻道2014年3月3日播出。在這一集裡為腫泡泡公主遇見敏俊所發生的故事。